# Wang Zengyi
Wang Zengyi (Tianjin, China, 24 juni 1983) is een Pools professioneel tafeltennisser. Hij speelt rechtshandig met de penhoudersgreep. Hij werd geboren in China. Wang is zijn achternaam.
Hij vertegenwoordigde zijn land op de Olympische Zomerspelen in 2012 en 2016 maar won geen medailles.

## Belangrijkste resultaten
- Goud op het dubbelspel op de Europese kampioenschappen in 2013 met Tan Ruiwu.
- Zilver op het dubbelspel op de Europese kampioenschappen 2009 met Lucjan Błaszczyk.